# رود کوسا
رود کوسا (انگلیسی: Kosa) یک رودخانه در سرزمین پرم کشور روسیه است.